# Sędrowo
Sędrowo (niem. Sendrowen, w latach 1938-1945 Treudorf) – wieś w Polsce położona w województwie warmińsko-mazurskim, w powiecie szczycieńskim, w gminie Wielbark. W latach 1975–1998 miejscowość administracyjnie należała do województwa olsztyńskiego.
Wieś mazurska, położona w pobliżu ujścia rzeki Wałpuszy do Omulwi, z ciekawym architektonicznie budynkiem starej szkoły (z początku XX w.).
Wieś lokowana w 1556 r. przez księcia Albrechta, nadana Marcinowi Foltart von Schlegenberg. Na początku XIX w. przekształcona w wieś chłopską. W 1938 r. w ramach akcji germanizacyjnej zmieniono urzędową nazwę miejscowości na Treudorf.